# Paolo Gallico

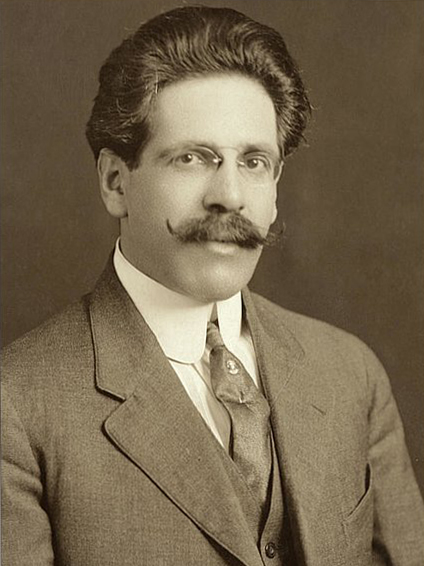
Paolo Gallico (um 1910)

Paolo Gallico (* 13. Mai 1868 in Triest; † 6. Juli 1955 in New York City) war ein italienisch-US-amerikanischer
Pianist, Komponist und Musikpädagoge.
Gallico studierte am Wiener Konservatorium Komposition bei Anton Bruckner und Klavier bei Julius Epstein. Er trat in Europa als Konzertpianist auf, bevor er 1892 in die USA auswanderte. Dort fand er Anerkennung als Pianist und Lehrer für Klavier, Komposition und Orchestration. Zu seinen Schülern zählten Frederick Jacobi und Jerome Kern.
Für Orchester komponierte Gallico Euphorion (1922), Rhapsodic Mondiale (1927) und Rhapsodie Montereyan (1929), für kammermusikalische Besetzung ein Septett für Klavier, Horn, Streichquartett und Alt (1924) und  ein Klavierquintett. Seine Oper Harlequin wurde 1926 aufgeführt. Als sein Hauptwerk gilt das Oratorium The Apocalypse für sechs Solisten, Chor und Orchester. Paolo Gallico war der Vater des Schriftstellers Paul Gallico.